# Jaroslav Smolka

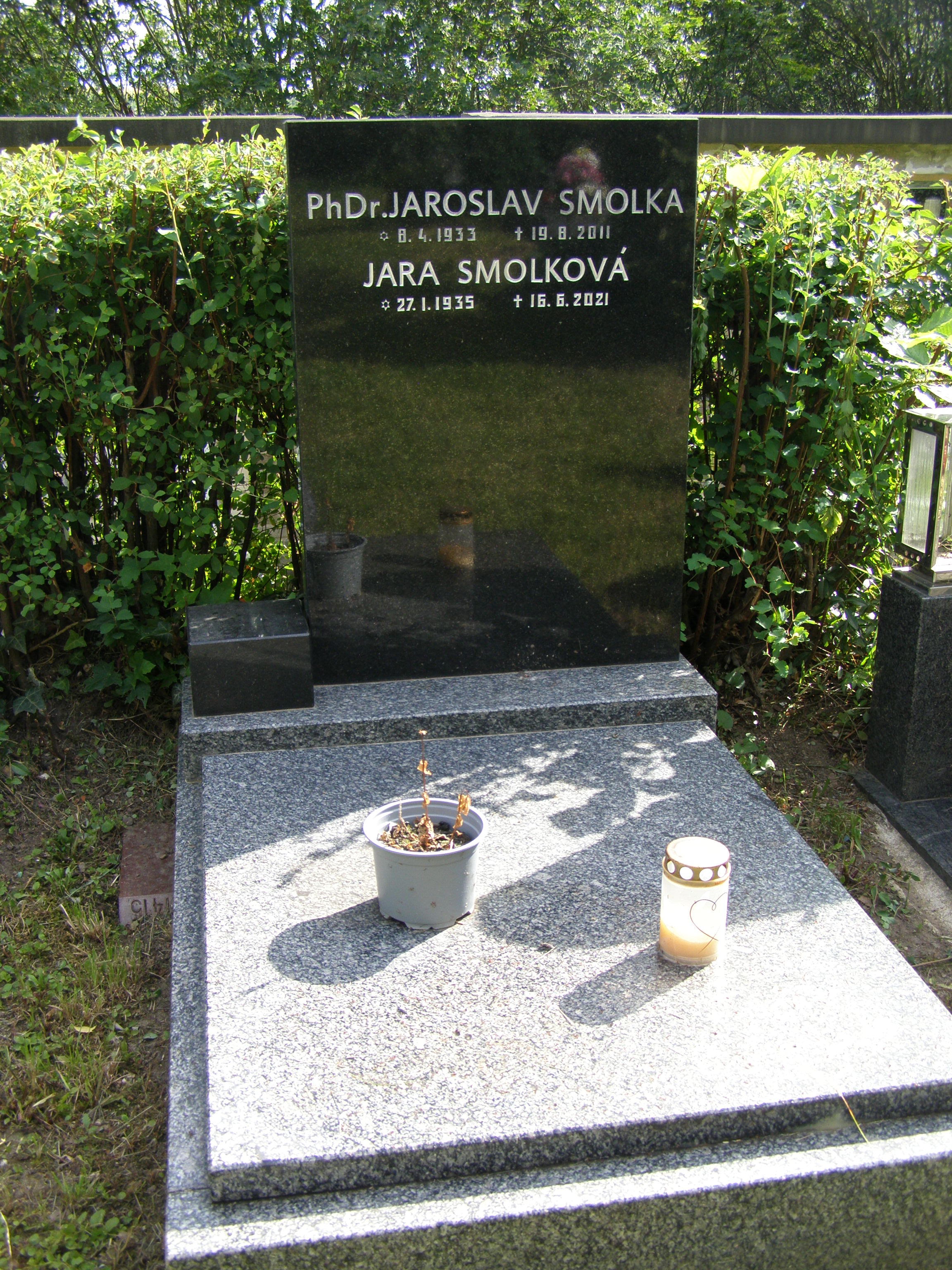
Hrob na hřbitově v pražských Malvazinkách

Jaroslav Smolka (8. dubna 1933 Praha – 19. srpna 2011 Praha) byl český pedagog, hudební režisér, muzikolog a skladatel.

## Život
V roce 1956 absolvoval hudební vědu na Karlově univerzitě v Praze a v letech 1960 až 1964 studoval v aspirantuře dějiny hudby. Na AMU studoval také skladbu u Václava Dobiáše a to v letech 1953 až 1955. Karel Janeček ho učil hudební teorii na obou vysokých školách.
Od roku 1962 vyučoval na AMU dějiny hudby, od roku 1991 byl profesorem a do roku 1997 vedoucím Katedry teorie a dějin hudby. Vydal řadu muzikologických knih a studií. V letech 1996 až 2001 byl dramaturgem České filharmonie. Působil také jako redaktor vydavatelství Panton.
Jeho syn Martin Smolka je také hudební skladatel.

## Dílo

### Hudební dílo
- Duetti per violini (2000)
- Duetti per clarinetti (2000)
- Smyčcový kvartet č. 4 Ze Šumavy 2001 (2001)
- Sonáta pro sólový klarinet (2002-03)
- Laureolae, tři skladby pro sólové violoncello (2001)
- Pocta barokním mistrům
  - 1. Chabres diservgias - Bohumilu Hrabalovi
  - 2. Lament - Luboši Fišerovi
  - 3. Toccata - Johannu Sebastianu Bachovi
- Hostina habešského císaře, koncertní árie pro střední hlas a klavír (2002) nebo orchestr (2005) na text Bohumila Hrabala z knihy Obsluhoval jsem anglického krále
- Tři písně na vlastní verše pro střední hlas a klavír (2002-03)

Zkomponoval jedinou operu: Hra o zuby (libreto Zdeněk Mahler a Josef Brukner na námět skladatele, 1977–78)

### Literární dílo (výběr)
- Ladislav Vycpálek – Tvůrčí vývoj. Státní nakladatelství krásné literatury hudby a umění, Praha, 1960
- Česká hudba našeho století. Státní hudební vydavatelství, Praha, 1961
- Jan Dismas Zelenka. Příběh života a tvorby českého skladatele vrcholného baroka. Akademie múzických umění, Praha 2006, ISBN 80-7331-075-9
- Osudové lásky Bedřicha Smetany. Media Bohemica, Praha 1998, ISBN 80-9025-253-2
- Česká kantáta a oratorium. Supraphon, Praha 1970
- Fuga v české hudbě. Panton, Praha 1987
- Dějiny hudby. TOGGA, Brno 2001, 657 stran, ISBN 80-902525-3-2
- Hudba českého baroka. Akademie múzických umění, 2005, ISBN 80-7331-022-8
- Symfonická hudba věnovaná Praze. In PRAGUE A Hub of European Culture, International Symposium ICOMOS 2000 May 16 - 19, 2000 Prague
- Hudební stylistika jako ne zcela rozvinutá hudebněteoretická disciplína. In Živá hudba XIII, 2003, XII. Sborník Ústavu teorie hudby Hudební fakulty AMU v Praze, nakladatelství TOGGA, Praha 2004, str. 59-68
- Folklorní inspirace v kantátách a oratoriích. Referát na Mezinárodním symposiu o sborovém zpěvu CANTUS CHORALIS ´03 13.-15. 10. 2003, sborník Pedagogická fakulta Ústí nad Labem 2004